# 神戸長田トンネル
1. トンネル内部の外観画像
2. 湊川JCTの画像

神戸長田トンネル（こうべながたトンネル）は、兵庫県神戸市にある、阪神高速31号神戸山手線のトンネルの1つである。

## 概要
阪神高速道路が所有、管理する、阪神高速31号神戸山手線の一部をなしており、2003年に開通。上り線が3.4km、下り線が3.9kmある。すぐ横に新湊川が流れる。新湊川の川底付近を通る為水底トンネルとみなされ、危険物積載車両の通行が禁止となっている。トンネルの途中に神戸長田出入口がある。トンネル工法は新オーストリアトンネル工法が採用されたが、神戸長田出入口付近の南側付近は低湿地帯であるためアンブレラ工法などを駆使しての難工事であった。また、換気方式は横流換気方式を採用していた。

## 中央道上り線笹子トンネル崩落事故による緊急点検
2012年12月2日に発生した中央道上り線笹子トンネル崩落事故を受け、阪神高速道路は笹子トンネルと同型のトンネルで緊急点検を実施した。神戸長田トンネルもこれに該当し、実施された。その結果、吊り上げ天井のつり上げ金具全6600ヶ所のうち7ヶ所で、ボルト4本が抜け落ち、4本に緩みが見つかったと発表。同日に緊急補修工事を実施した。金具の構造は6本のボルトで一つのつり金具を支える構造で、同社が抜け落ちや緩みの原因を調べている。既に4ヶ所の補修を終え、残り3カ所も早急に補修する方針である。尚、阪神高速では、通行に支障のある状態ではないという発表をしている。
その後、天井板を撤去して縦流換気方式に変更することになり、2016年1月25日から2月8日まで白川南出入口 - 湊川ジャンクション間を終日通行止めにして天井板の撤去とジェットファンの設置などが行われた。

## 沿革
- 1984年 - 着工
- 1990年-1997年頃 - 阪神・淡路大震災で倒壊した阪神高速3号神戸線復旧のため、一時建設中断。
- 2003年8月26日 - 神戸長田出入口-白川JCT間開通。
- 2010年12月18日 - 湊川JCT-神戸長田出入口間開通。全線開通。
- 2011年8月22日 - 兵庫県道21号神戸明石線の復旧工事に伴い、神戸長田出入口が通行止めになる[5]。
- 2012年10月15日 - 神戸長田入口の通行止め解除。
- 2012年12月3日 - 中央道上り線笹子トンネル崩落事故を受け、緊急点検を実施。
- 2012年12月8日 - 吊り上げ天井のつり上げ金具全6600ヶ所のうち7か所で、ボルト4本が抜け落ち、4本に緩みが見つかる。同日に緊急補修工事を実施。
- 2013年2月15日 - 神戸長田出口の通行止め解除。
- 2016年2月8日 - 天井板撤去工事が完了。

## トンネル区間の施設

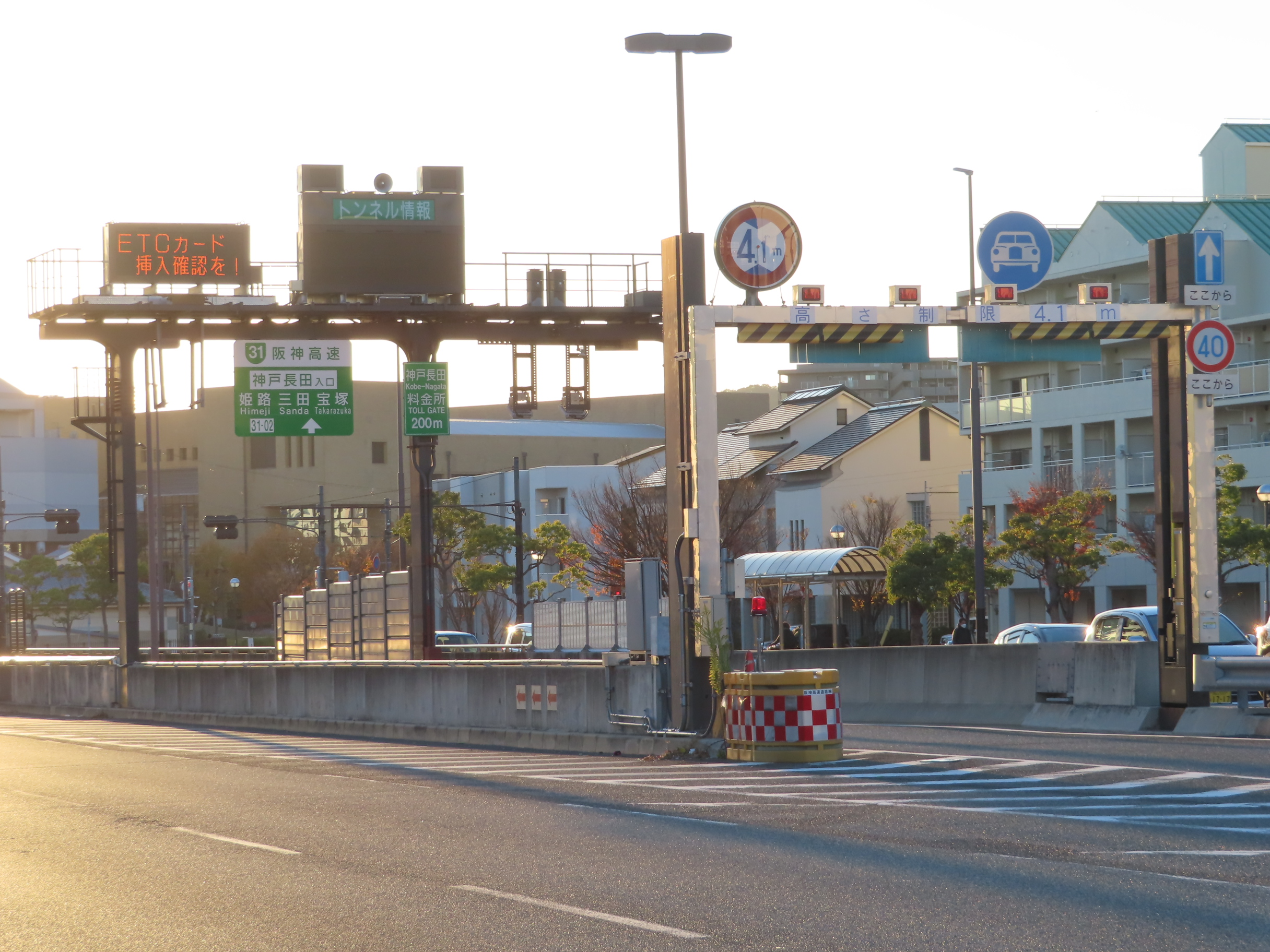
神戸長田入口

阪神高速31号神戸山手線
湊川JCT - (31-02)神戸長田出入口 - (31-03)妙法寺出入口